# Brotherhood (film 2019)
Brotherhood è un film drammatico del 2019 diretto da Richard Bell. Ambientato negli anni '20, il film racconta la storia vera di un gruppo di giovani in un campo estivo sul Balsam Lake nei Kawartha Lakes, che ha dovuto lottare per la sopravvivenza quando un temporale imprevisto li ha sorpresi durante il loro viaggio in canoa. Il cast del film comprende Brendan Fehr, Brendan Fletcher, Jake Manley, Gage Munroe e Dylan Everett.

## Produzione

### Riprese
Le riprese del film sono iniziate a settembre 2017 a Michipicoten.

## Proiezioni
Il film ha ricevuto una proiezione teatrale privata per i residenti della comunità di Balsam Lake nel luglio 
2019, alla quale ha partecipato anche il vicegovernatore provinciale Elizabeth Dowdeswell. Ha iniziato a essere proiettato nel circuito dei festival cinematografici canadesi in autunno, incluso il Cinéfest Sudbury International Film Festival.

## Accoglienza

### Critica
Una recensione del Globe and Mail del 5 dicembre 2019 ha affermato che Bell era riuscito a "spogliare il mito di ciò che significa 'essere un uomo'." Ha mostrato quanto si possa essere forti sotto costrizione "mentre si abbracciano la compassione, la vulnerabilità e l'amore."
Il National Post lo ha definito un film "potente, di lotta per la sopravvivenza".
Il San Francisco Bay Times ha affermato che le "scene nel lago sono filmate ad arte" e che Bell ha creato un "senso in mare aperto che alterna claustrofobia e slancio."
La recensione di Now Toronto ha affermato che il film "quasi affonda" e che è stato "meno della somma delle sue parti."
Original Cin ha affermato che il film è stato "modellato in modo interessante come una metafora della "generazione perduta"" con alcuni "punti in sospeso."

## Riconoscimenti
- 2020 - Canadian Screen Awards[13]
  - Migliori effetti visivi
  - Nomination Miglior canzone originale
- 2020 - CAFTCAD awards
  - Nomination Best Costume Design in Film Period